# Playa Fulong
Playa Fulong (en chino: 福隆海水浴場) se encuentra en el pueblo de Fulong, del municipio de Gongliao en el noreste de la isla de Taiwán. Esta justo en la desembocadura del río Shuang.
Las arenas son de color oro o doradas, lo cual es raro en Taiwán. Muy cerca se encuentra un campamento llamado Longmen. Esta playa es una de las favoritas en el verano para las personas que viven en el norte de la isla.
El río Shuang divide la playa en una parte interior y otra exterior.